# Pimelodella boliviana
Pimelodella boliviana är en fiskart som beskrevs av Eigenmann, 1917. Pimelodella boliviana ingår i släktet Pimelodella och familjen Heptapteridae. Inga underarter finns listade i Catalogue of Life.